# 加藤浩一
加藤 浩一（かとう こういち、1942年（昭和17年）11月23日 - ）は、日本の政治家。茨城県水戸市長（2期）、茨城県議会議員（5期）を務めた。水戸市名誉市民。

## 来歴
茨城県水戸市に父・正雄、母・まさの長男に生まれる。太平洋戦争の激化により、疎開で福島県に移り、同地で終戦を迎える。父・正雄は終戦直後に戦死する（昭和20年8月30日、フィリピンルソン島）。残された加藤の祖母と母は水戸市内で酒屋を開く。
水戸市立浜田小学校、水戸市立第三中学校を経て、茨城高等学校に入学。入学後は家庭の事情もあり、進学を断念。卒業後の進路を就職に選択し、茨城トヨペットに入社。このとき面接を担当したのが当時、社長だった幡谷祐一（のち茨城県信用組合理事長）で、幡谷は加藤が水戸市長に立候補した際の後援会長となった。
同社に数年勤務した後、バナナの販売や焼肉店を経営するなど事業を起こした。その後、家業の酒屋業を継いで、1975年、水戸市議会議員選挙に立候補して当選。3期務め、副議長を務めた。
1986年、茨城県議会議員選挙に出馬し、初当選（無所属から自由民主党）。5期務め、議長を務めた。
2003年、水戸市長選挙に出馬し、当選。水戸市長を2期8年間務めた。全国特例市市長会長などを歴任。
2011年、水戸市長を退任した。2012年、水戸市から名誉市民を贈られた。
息子は、参議院議員の加藤明良。

## 著書
- 『魁-改革の精神をもって』2007年、茨城新聞社
- 『政治は誰のためにある!市民の目線に立った理と情の政治理念』2011年、ぎょうせい